# Џеј Ернандез
Хавијер Мануел Ернандез Млађи (шп. Javier Manuel Hernandez Jr.; Монтебело, 20. фебруар 1978) амерички је глумац и модел. Прву главну улогу имао је у тинејџерској романтичној драми, Луди и лепи (2001), у којој му је партнерка била Кирстен Данст.
Познат је по улози Пакстона Родригеза у хорор филмовима редитеља Илаја Рота, Хостел (2005) и Хостел 2 (2007). Појавио се и у Грајндхаусу (2007) Роберта Родригеза и Квентина Тарантина на сегменту који је режирао Рот, а 2008. тумачио је главну улогу у још једном хорору, Карантин. Поред хорора, Ернандез је познат и по улози Томаса Магнума у акционој ТВ серији Магнум, која се од 2018. емитује на CBS-у.
Ернандезови родитељи су мексиканско-америчког порекла. Има млађу сестру и два старија брата. Са четрнаест година упознао је глумицу Данијелу Дојчер, коју је 2006. и оженио.

## Филмографија
| Улоге Џеја Ернандеза |                           |               |                           |                 |
| Година               | Српски назив              | Изворни назив | Улога                     | Напомена        |
| 1998—2000.           | Време за дружење          |               | Антонио Лопез             | ТВ серија       |
| 2001.                | Луди и лепи               |               | Карлос Нуњез              |                 |
| 2001.                | Паклена вожња             |               | Марин                     |                 |
| 2004.                | Сирена за узбуну          |               | Кит Перез                 |                 |
| 2005.                | Светла петком увече       |               | Брајан Чавез              |                 |
| 2005.                | Хостел                    |               | Пакстон Родригез          |                 |
| 2006.                | Светски трговински центар |               | Доминик Пезуло            |                 |
| 2007.                | Грајндхаус                |               | Боби                      |                 |
| 2007.                | Хостел 2                  |               | Пакстон Родригез          |                 |
| 2008.                | Опасна веза               |               | детектив Хавијер Виљареал |                 |
| 2008.                | Карантин                  |               | Џејк                      |                 |
| 2010.                | Отимачи                   |               | детектив Еди Хачер        |                 |
| 2012.                | ЛОЛ: Живети бурно         |               | Џејмс                     |                 |
| 2013.                | Нешвил                    |               | Данте Ривас               | ТВ серија       |
| 2015.                | Макс                      |               | наредник Рејс             |                 |
| 2015.                | Пространство              |               | Димитри Хевлок            | ТВ серија       |
| 2016.                | Опасне маме               |               | Џеси Харкнес              |                 |
| 2016.                | Одред отписаних           |               | Чато Сантана / Ел Диабло  |                 |
| 2017.                | Опасне маме 2             |               | Џеси Харкнес              |                 |
| 2017.                | Скандал                   |               | Кертис Прајс              | ТВ серија       |
| 2017.                | Брајт                     |               | Родригез                  |                 |
| 2018−[[2024]         | Магнум                    |               | Томас Магнум              | ТВ серија       |
| 2019.                | Боџек Хорсмен             |               | самог себе / Марио        | ТВ серија, глас |
| 2019.                | Прича о играчкама 4       |               | Бонијев тата              | глас            |
| 2020.                | Хаваји 5-0                |               | Томас Магнум              | ТВ серија       |